# Steve Marlet
Steve Marlet (ur. 10 stycznia 1974 w Pithiviers) – francuski piłkarz występujący na pozycji napastnika w barwach Red Star 93.
Marlet jest najdroższym piłkarzem w historii zespołu Fulham Londyn. W 2002 roku zapłacili za niego 11,5 miliona funtów. Jednak nie spełnił on pokładanych w nim nadziei. Marlet zagrał w 54 spotkaniach, strzelając 11 bramek. Fulham zdecydowało się wypożyczyć go do Olympique Marsylia mając nadzieję, że zawodnik się tam odrodzi, ale po jego powrocie z wypożyczenia zrezygnowano z jego usług. 
W reprezentacji Francji rozegrał 23 spotkania strzelając 6 goli. Był uczestnikiem Mistrzostw Europy w piłce nożnej w 2004 roku.